# Iryna Žuk
Iryna Henadzeŭna Jakalcėvič, coniugata Žuk (in bielorusso Ірына Генадзеўна Якалцэвіч-Жук?; tr. en.: Iryna Gennadyevna Yakaltsevich-Zhuk; Hrodna, 26 gennaio 1993), è un'astista bielorussa, detentrice dei record nazionali della disciplina.
È coniugata al multiplista Vital' Žuk.

## Record nazionali
- Salto con l'asta: 4,72 m ( Minsk, 2 agosto 2020)
- Salto con l'asta indoor: 4,73 m ( Aubière, 27 febbraio 2021)

## Palmarès
| Anno | Manifestazione      | Sede           | Evento           | Risultato | Prestazione | Note                                   |
| ---- | ------------------- | -------------- | ---------------- | --------- | ----------- | -------------------------------------- |
| 2010 | Olimpiadi giovanili | Singapore      | Salto con l'asta | 2ª        | 3,90 m      |                                        |
| 2012 | Mondiali U20        | Barcellona     | Salto con l'asta | 16ª (q)   | 3,95 m      |                                        |
| 2015 | Europei U23         | Tallinn        | Salto con l'asta | 4ª        | 4,25 m      | Miglior prestazione nazionale under 23 |
| 2016 | Europei             | Amsterdam      | Salto con l'asta | 12ª       | 4,35 m      |                                        |
| 2016 | Giochi olimpici     | Rio de Janeiro | Salto con l'asta | 34ª (q)   | 4,15 m      |                                        |
| 2017 | Europei indoor      | Belgrado       | Salto con l'asta | 12ª       | 4,40 m      |                                        |
| 2017 | Universiadi         | Taipei         | Salto con l'asta | Oro       | 4,40 m      |                                        |
| 2017 | Mondiali            | Londra         | Salto con l'asta | nm (q)    | nm (q)      |                                        |
| 2018 | Europei             | Berlino        | Salto con l'asta | 7ª        | 4,55 m      |                                        |
| 2019 | Europei indoor      | Glasgow        | Salto con l'asta | 6ª        | 4,65 m      | =                                      |
| 2019 | Mondiali            | Doha           | Salto con l'asta | 7ª        | 4,70 m      | Record nazionale                       |
| 2021 | Europei indoor      | Toruń          | Salto con l'asta | Bronzo    | 4,65 m      |                                        |
| 2021 | Giochi olimpici     | Tokyo          | Salto con l'asta | 8ª        | 4,50 m      |                                        |